# Freshfield Nunatak
Il Freshfield Nunatak è un nunatak, picco roccioso isolato che si innalza fino a 1.450 m,  a sudest dei Monti Herbert, nella Catena di Shackleton, nella Terra di Coats in Antartide. 
Nel 1967 fu effettuata una ricognizione aerofotografica da parte degli aerei della U.S. Navy. Un'ispezione al suolo fu condotta dalla British Antarctic Survey (BAS) nel periodo 1968-71.
L'attuale denominazione fu assegnata nel 1971 dal Comitato britannico per i toponimi antartici (UK-APC), in onore di Douglas William Freshfield, geografo e alpinista inglese che aveva scalato montagne nelle Alpi, nella Catena del Caucaso e nell'Himalaya.